# Eudonia bisinualis
Eudonia bisinualis là một loài bướm đêm thuộc họ Crambidae. Nó được tìm thấy ở New Zealand.
Con trưởng thành bay từ tháng 10 đến tháng 5.

## Hình ảnh

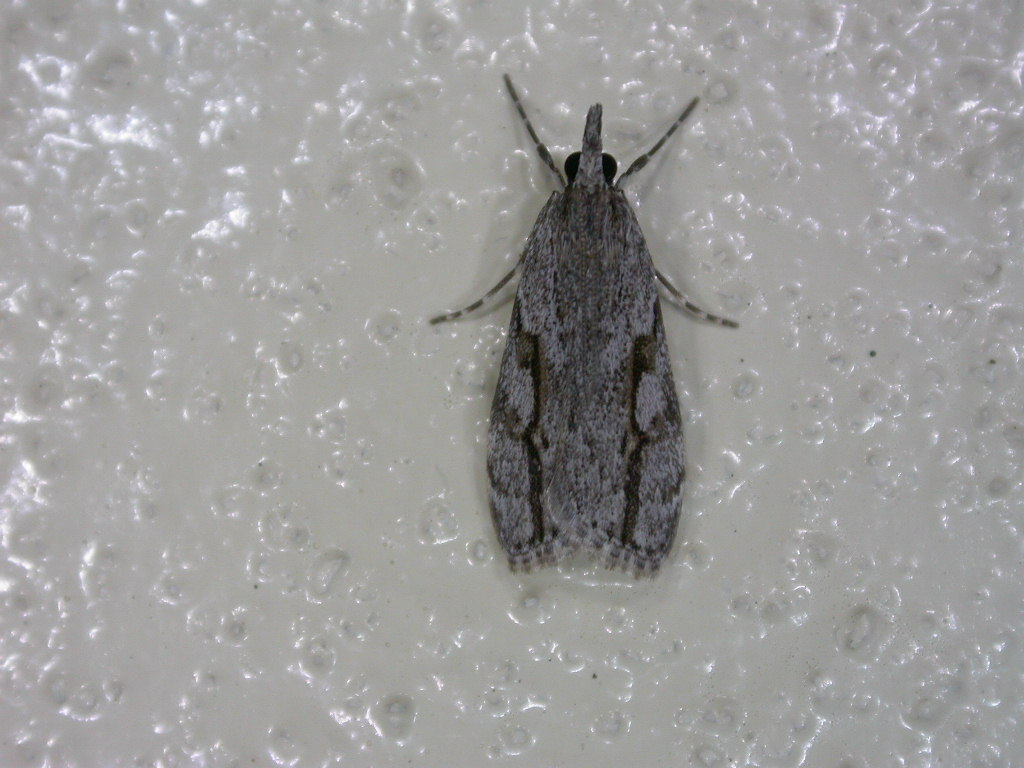